# Edwin Tietjens
Edwin Tietjens (* 20. März 1894 in Sankt Petersburg; † 22. Mai 1944 in Berlin) war ein Psychologe, Werbefachmann und Buchautor, der seit den 1920er Jahren in Berlin lebte.

## Leben
Der promovierte Psychologe Tietjens stammte aus St. Petersburg. Im Jahr 1926 wurde er der vierte Ehemann von Luigina von Fabrice. Sein 1928/1929 erschienener Ratgeber Desuggestion wurde zum Bestseller, er erschien auch in englischer Übersetzung in zahlreichen Auflagen.
Zur Zeit des Nationalsozialismus war Tietjens unter dem Decknamen "der Albaner" im Umfeld der Widerstandsgruppe Rote Kapelle aktiv. 1940/41 debütierte Tietjens zusammen mit dem Schriftsteller und Rote Kapelle-Mitglied Adam Kuckhoff als Krimi-Autor, ihr gemeinsam verfasster Roman Strogany und die Vermißten erschien zunächst als Fortsetzungsroman in der Kölnischen Zeitung, später auch in Buchform. Dem Vorwort zufolge stammte sowohl das Petersburger Lokalkolorit wie auch die Hauptperson Strogany aus der Feder von Tietjens. Der Roman enthielt zahlreiche zeitkritische Passagen und gilt als ein Paradebeispiel für literarische Camouflage.
Vom Jahr 1943 an versteckten Tietjens und seine Ehefrau die jüdische Fabrikarbeiterin Ruth Heynemann und deren Mutter in ihrem Haus und besorgten ihnen gefälschte Papiere. Nachdem Tietjens 1944 an den Folgen eines Herzinfarkts verstarb, kümmerte sich Luigina von Fabrice bis zum Einmarsch der Roten Armee weiter um die beiden Frauen. Nach dem Krieg wurden Tietjens und Fabrice vom Staat Israel mit dem Titel Gerechte unter den Völkern geehrt.

## Werke
- Desuggestion; ihre Bedeutung und Auswertung: Gesundheit, Erfolg, Glück, Berlin: O. Elsner, 1929. (Reprint Survival Press, Mai 2016, ISBN 978-3-93793364-1)
  - Translated by Eden and Cedar Paul as Desuggestion for the attainment of health, happiness, and success, London: Allen & Unwin, [1931].
- Strogany und die Vermissten, unter dem Pseudonym "Peter Tarin", zusammen mit Adam Kuckhoff, Berlin: Universitas-Verlag 1941